# Porc nadiu lituà
El porc nadiu lituà (lituà: Lietuvos vietinė) és una varietat local del porc domèstic (Sus scrofa domesticus) originària de Lituània. Aquesta raça (en sentit ampli) es remunta a temps antics, i és una varietat de porc més antiga a Europa. És una raça de mida mitjana.
Les característiques típiques del porc nadiu lituà inclouen les barbes al coll, i en general grans taques negres en el cos, però les variacions de color inclouen blanc i negre, el gingebre, negre i tricolor. Tenen un temperament amistós. És insensible al sol, aquests porcs són adequats per al pasturatge.
Les característiques del porc nadiu lituà van ser utilitzats en la producció del porc blanc lituà,  una raça estandarditzada, i moltes races russes. Ara els porcs nadius lituans són molt rars, fins i tot a Lituània i en greu perill d'extinció. Tanmateix, des de l'any 1993 un grup de prop de 200 animals es conserven a l'Institut de Ciències Animals.